# Vuelta a Colombia 1995
La 45.ª edición de la Vuelta a Colombia (patrocinada como: Vuelta a Colombia Colmena) tuvo lugar entre el 18 de abril y el 1 de mayo de 1995. El boyacense José Jaime González del equipo Pony Malta-Kelme se coronó por segunda vez como campeón de le Vuelta con un tiempo de 53 h, 28 min y 25 s.

## Equipos participantes
| Equipo                                     | Categoría   |
| ------------------------------------------ | ----------- |
| Agua Natural Glacial                       | Aficionado  |
| Aguardiante Antioqueño-Lotería de Medellín | Profesional |
| Cicloases-Cundinamarca                     | Aficionado  |
| Cuba                                       | Aficionado  |
| Gasesosas Glacial                          | Profesional |
| Manzana Postobón Aficionado                | Aficionado  |
| Manzana Postobón Profesional               | Profesional |
| Pilsener (Ecuador)                         | Aficionado  |
| Pony Malta-Avianca                         | Aficionado  |
| Pony Malta-Kelme                           | Profesional |
| Ron Medellín-Lotín                         | Aficionado  |
| Todos por Boyacá                           | Aficionado  |

## Etapas
| Etapa      | Fecha       | Recorrido                                  | Distancia (km) | Ganador               | Líder                 |
| ---------- | ----------- | ------------------------------------------ | -------------- | --------------------- | --------------------- |
| Prólogo    | 18 de abril | Paipa                                      | 6,2 (CRI)      | Pedro Rodríguez       | Pedro Rodríguez       |
| 1.ª etapa  | 19 de abril | Duitama - Villa de Leiva                   | 177,3          | Rúber Albeiro Marín   | Pedro Rodríguez       |
| 2.ª etapa  | 20 de abril | Villa de Leiva - Pacho                     | 198,1          | José Jaime González   | José Jaime González   |
| 3.ª etapa  | 21 de abril | Funza - Mariquita                          | 157,1          | Luis Cárdenas         | José Jaime González   |
| 4.ª etapa  | 22 de abril | Honda - Manizales                          | 143,7          | Libardo Niño Corredor | Libardo Niño Corredor |
| 5.ª etapa  | 23 de abril | Manizales - Medellín - Alto de Santa Elena | 214,2          | Pedro Rodríguez       | Libardo Niño Corredor |
| 6.ª etapa  | 24 de abril | Caldas - Palestina                         | 172,3          | Miguel Sanabria       | Libardo Niño Corredor |
| 7.ª etapa  | 25 de abril | Pereira - Cali                             | 208,2          | Leonardo Cardona      | Libardo Niño Corredor |
| 8.ª etapa  | 26 de abril | Cali - Buenaventura                        | 127,8          | Luis Alberto González | Libardo Niño Corredor |
| 9.ª etapa  | 27 de abril | Buenaventura - Buga                        | 122,3          | Héctor Iván Palacio   | Libardo Niño Corredor |
| 10.ª etapa | 28 de abril | Buga - Pereira - Armenia                   | 187,6          | Carlos Cabrera        | José Jaime González   |
| 11.ª etapa | 29 de abril | Armenia - Ibagué                           | 115,2          | José Jaime González   | José Jaime González   |
| 12.ª etapa | 30 de abril | Ibagué - Bogotá                            | 213,7          | Dubán Ramírez         | José Jaime González   |
| 13.ª etapa | 1 de mayo   | Bogotá - Alto de los Patios                | 26 (CRI)       | Juan Diego Ramírez    | José Jaime González   |

## Clasificaciones finales

### Clasificación general
Los diez primeros en la clasificación general final fueron:
| Clasificación general |                       |                                            |                  |
| Ciclista              | Ciclista              | Equipo                                     | Tiempo           |
| --------------------- | --------------------- | ------------------------------------------ | ---------------- |
| 1.º                   | José Jaime González   | Pony Malta-Kelme                           | 53 h 28 min 25 s |
| 2.º                   | Juan Diego Ramírez    | Aguardiente Antioqueño-Lotería de Medellín | + 9 s            |
| 3.º                   | Álvaro Sierra Peña    | Gaseosas Glacial                           | + 3 min 41 s     |
| 4.º                   | Elkin Barrera         | Gaseosas Glacial                           | + 5 min 21 s     |
| 5.º                   | Libardo Niño          | Pony Malta-Kelme                           | + 6 min 05 s     |
| 6.º                   | Héctor Iván Palacio   | Aguardiente Antioqueño-Lotería de Medellín | + 6 min 39 s     |
| 7.º                   | Carlos Jaramillo      | Aguardiente Antioqueño-Lotería de Medellín | + 7 min 55 s     |
| 8.º                   | Luis Alberto González | Manzana Postobón Profesional               | + 8 min 19 s     |
| 9.º                   | Élder Herrera         | Ron Medellín-Lotín                         | + 11 min 18 s    |
| 10.º                  | Fabio Rodríguez       | Gaseosas Glacial                           | + 12 min 00 s    |

### Clasificación de la montaña
| Clasificación de la montaña |                 |                  |        |
| Ciclista                    | Ciclista        | Equipo           | Puntos |
| --------------------------- | --------------- | ---------------- | ------ |
| 1.º                         | Miguel Sanabria | Gaseosas Glacial | ND     |

### Clasificación de las metas volantes
| Clasificación de las metas volantes |               |                    |        |
| Ciclista                            | Ciclista      | Equipo             | Puntos |
| ----------------------------------- | ------------- | ------------------ | ------ |
| 1.º                                 | Hernán Osorio | Ron Medellín-Lotín | ND     |

### Clasificación de la combinada
| Clasificación de la combinada |                    |                                            |        |
| Ciclista                      | Ciclista           | Equipo                                     | Puntos |
| ----------------------------- | ------------------ | ------------------------------------------ | ------ |
| 1.º                           | Juan Diego Ramírez | Aguardiente Antioqueño-Lotería de Medellín | ND     |

### Clasificación de la regularidad
| Clasificación de la regularidad |                     |                  |        |
| Ciclista                        | Ciclista            | Equipo           | Puntos |
| ------------------------------- | ------------------- | ---------------- | ------ |
| 1.º                             | José Jaime González | Pony Malta-Kelme | ND     |

### Clasificación de los novatos
| Clasificación de los novatos |                 |                             |        |
| Ciclista                     | Ciclista        | Equipo                      | Tiempo |
| ---------------------------- | --------------- | --------------------------- | ------ |
| 1.º                          | Gregorio Ladino | Manzana Postobón Aficionado | ND     |

### Clasificación de los aficionados
| Clasificación de los aficionados |               |                    |        |
| Ciclista                         | Ciclista      | Equipo             | Tiempo |
| -------------------------------- | ------------- | ------------------ | ------ |
| 1.º                              | Élder Herrera | Ron Medellín-Lotín | ND     |

### Clasificación por equipos
| Clasificación por equipos |                                            |        |
| Equipo                    | Equipo                                     | Tiempo |
| ------------------------- | ------------------------------------------ | ------ |
| 1.º                       | Aguardiente Antioqueño-Lotería de Medellín | ND     |